# Oscar Vulpius

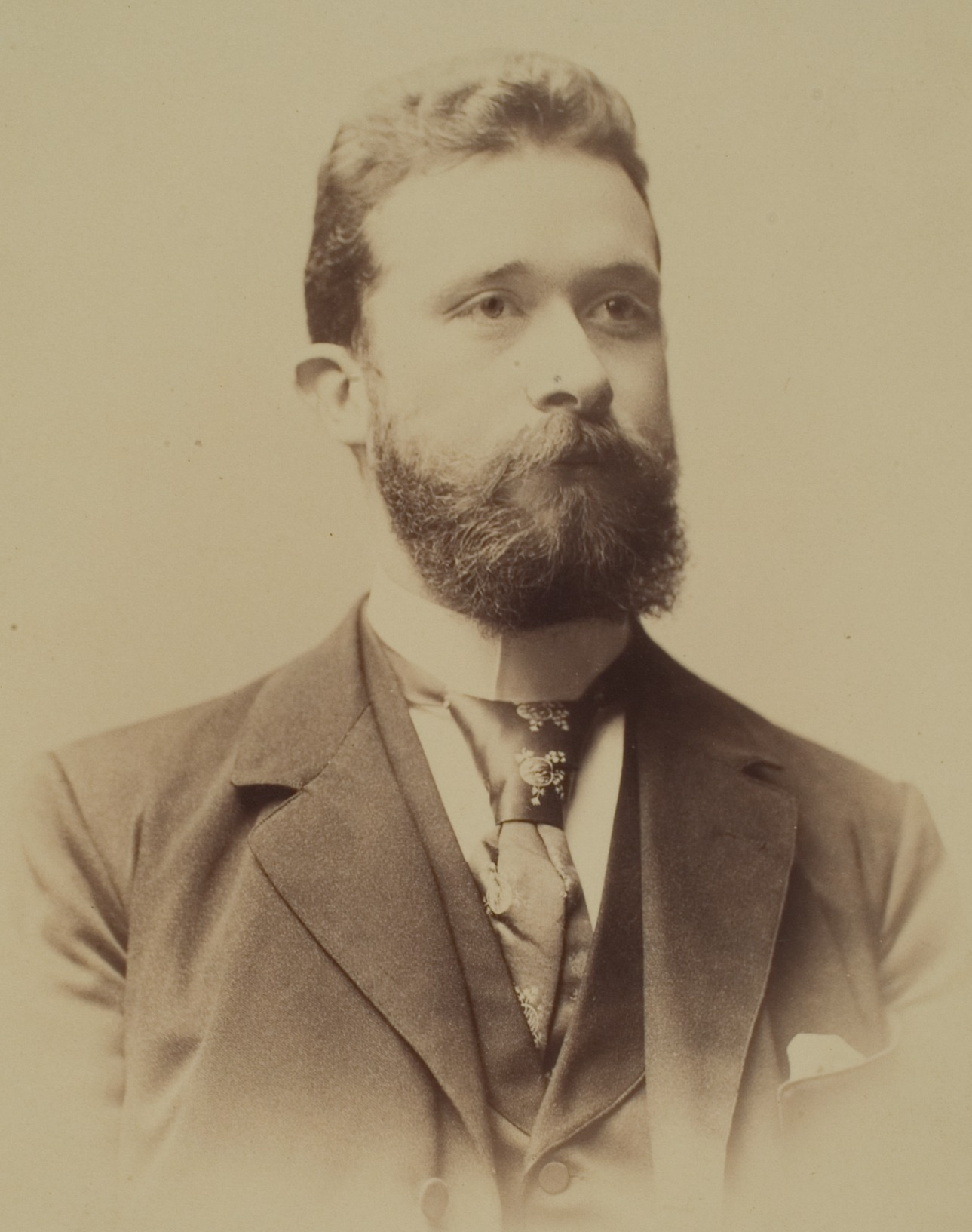
Oscar Vulpius

Karl Oscar Vulpius (auch Oskar; * 30. Januar 1867 in Boxberg (Baden); † 28. Juli 1936 in Bad Rappenau) war ein deutscher Orthopäde. Die seit 85 Jahren überregional bekannte Vulpius Klinik in Bad-Rappenau erinnert ebenso wie das Vulpius-Haus der Orthopädischen Universitätsklinik Heidelberg-Schlierbach an den vielfach ausgezeichneten Orthopäden.

## Leben

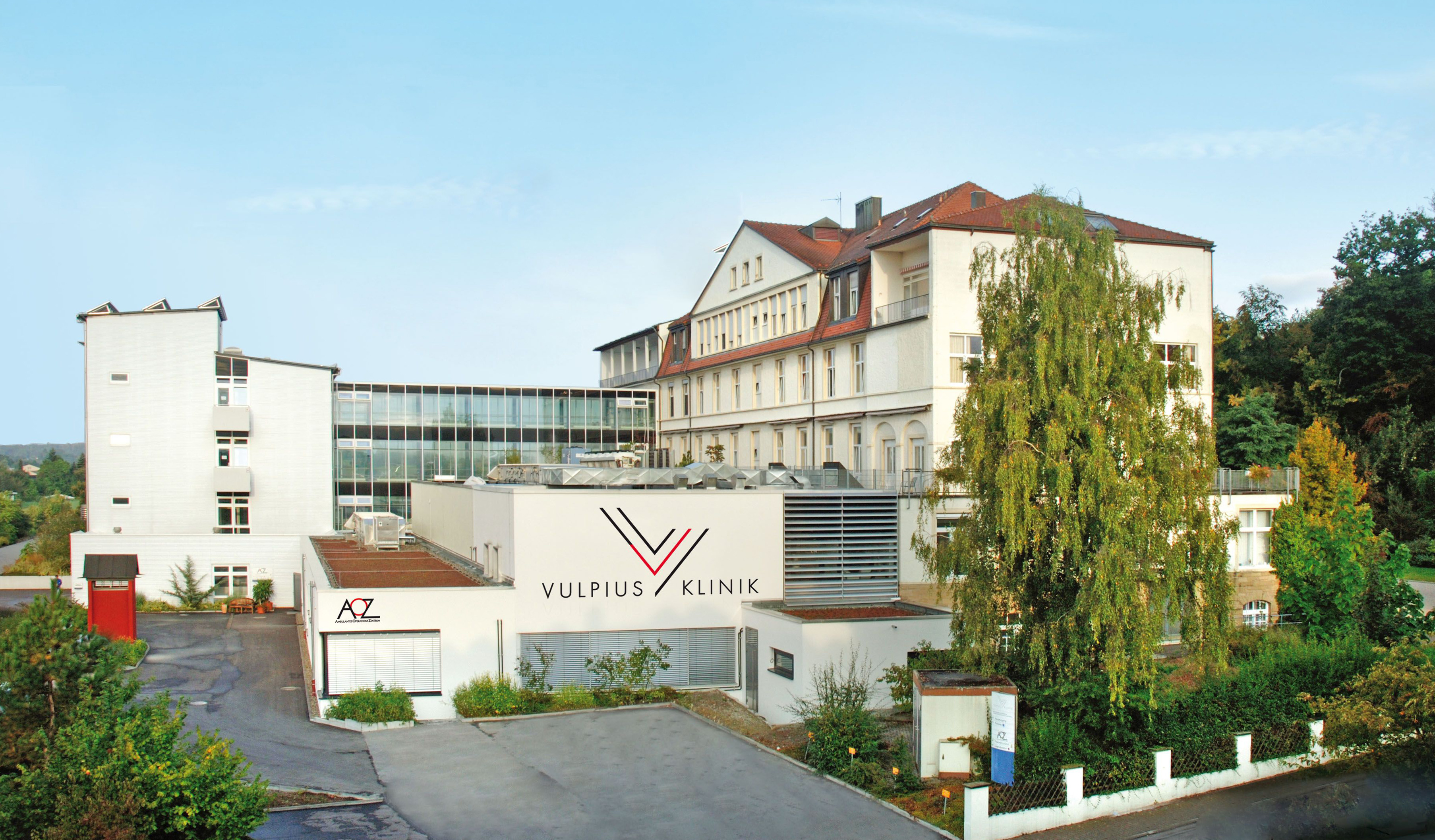
Vulpius-Klinik in Bad Rappenau

Oscar Vulpius besuchte von 1875 bis 1885 das Gymnasium Heidelberg. Nach Abschluss der Matura (Note „sehr gut“) leistete er ein Freiwilliges Jahr beim 110. Infanterieregiment in Heidelberg ab. Am 7. November 1885 immatrikulierte er sich in Medizin an der Universität Heidelberg. Hier trat er der Verbindung Leonensia bei. Das Wintersemester 1888/89 verbrachte Vulpius in Berlin. Im November 1890 promovierte er bei Vincenz Czerny über Die Radikaloperation der Hernien in der vorderen Bauchwand. Bis 1896 war er Assistent bei Czerny in Heidelberg. 1894 erhielt er die Venia legendi für Chirurgie; 1896 erhielt er einen Lehrauftrag für Orthopädie durch das Badische Kultusministerium. Im Juli 1896 eröffnete er seine Orthopädischen Poli- und Privatklinik in Heidelberg. 1902 wurde er zum außerordentlichen Professor ernannt. Im Juni 1912 wurde das Sanatorium Solbad Bad Rappenau, die heutige Vulpius Klinik eröffnet. Von 1914 bis 1918 war Vulpius an der West- und Ostfront als Oberstabsarzt eingesetzt. Am 28. Juli 1936 verunglückte er bei einem Autounfall nahe Bad Rappenau tödlich.
Vulpius war Ehrenbürger der Stadt Bad Rappenau und Unterstützer der NSDAP.

## Leistungen
Vulpius verfasste etwa 260 Referate, Aufsätze, Monographien und Bücher. Sein Hauptwerk ist die mit seinem Schüler Adolf Stoffel verfasste Orthopädische Operationslehre. Sie ist die erste Operationslehre überhaupt und erschien in drei Auflagen. Matthias Jung und Arnim Braun weisen darauf hin, dass Vulpius’ Beitrag für die Entwicklung der Orthopädie „bisher in der Literatur keine Bedeutung“ beigemessen worden sei. Die 1896 eröffnete Orthopädisch-Chirurgische Poli- und Privatklinik in Heidelberg ist eine der ersten Unfallanstalten in Deutschland nach der Gründung der gesetzlichen Unfallversicherung im Jahr 1884. Schon früh erkannte Vulpius die Synergie von Orthopädie und Unfallchirurgie. Durch die Gründung der Vulpiusklinik 1912 als GmbH gelang es ihm, mit seinen zwei Kliniken in Heidelberg und Bad Rappenau neben der Akutbehandlung auch die Rehabilitation im Sinne einer Anschlussheilbehandlung zu ermöglichen.

## Schriften (Auswahl)
- Die Sehnenüberpflanzung und ihre Verwertung in der Behandlung der Lähmungen. Veit, Leipzig 1902.
- Vorwort. In: François Calot: Die Behandlung der angeborenen Hüftgelenksverrenkung. Übersetzt von P. Ewald. Ferdinand Enke, Stuttgart 1906.
- Vorwort. In: François Calot: Die Behandlung der tuberkulösen Wirbelsäulententzündung. Übersetzt von P. Ewald. Ferdinand Enke, Stuttgart 1907.
- mit Adolf Stoffel: Orthopädische Operationslehre. Enke, Stuttgart 1913.